# Karl Vere Barker-Benfield
Karl Vere Barker-Benfield, britanski general, * 1892, † 1969.